# Willi Gerasch
Willi Gerasch (* 1. Juni 1920 in Goskar; † 1. April 2007) war ein deutscher Ingenieur und Volkskammerabgeordneter für den Freien Deutschen Gewerkschaftsbund (FDGB).

## Leben
Gering stammt aus dem preußischen Kreis Crossen (Oder) und ist der Sohn eines Landwirts. Nach dem Besuch der Volksschule wurde er nach Ausbruch des Zweiten Weltkrieges zur deutschen Wehrmacht einberufen. Gegen Kriegsende geriet er in Gefangenschaft.
Von 1952 bis 1955 studierte Gerasch an der Bergingenieurschule in Senftenberg, die er als Ingenieur abschloss. Danach nahm er bis 1957 ein Fernstudium an der Bergakademie Freiberg auf. Er wurde Objektleiter im VEB Schwarze Pumpe in Hoyerswerda, nachdem er 1956 eine zusätzliche Ausbildung als Werkbahnleiter abgeschlossen hatte.

## Politik
Gerasch wurde 1948 Mitglied des FDGB und 1952 Mitglied des Betriebsgewerkschaftsleitung. 1954 trat er in die SED ein. In der Wahlperiode von 1963 bis 1967 war er Mitglied der FDGB-Fraktion in der Volkskammer der DDR.